# 家庭农场

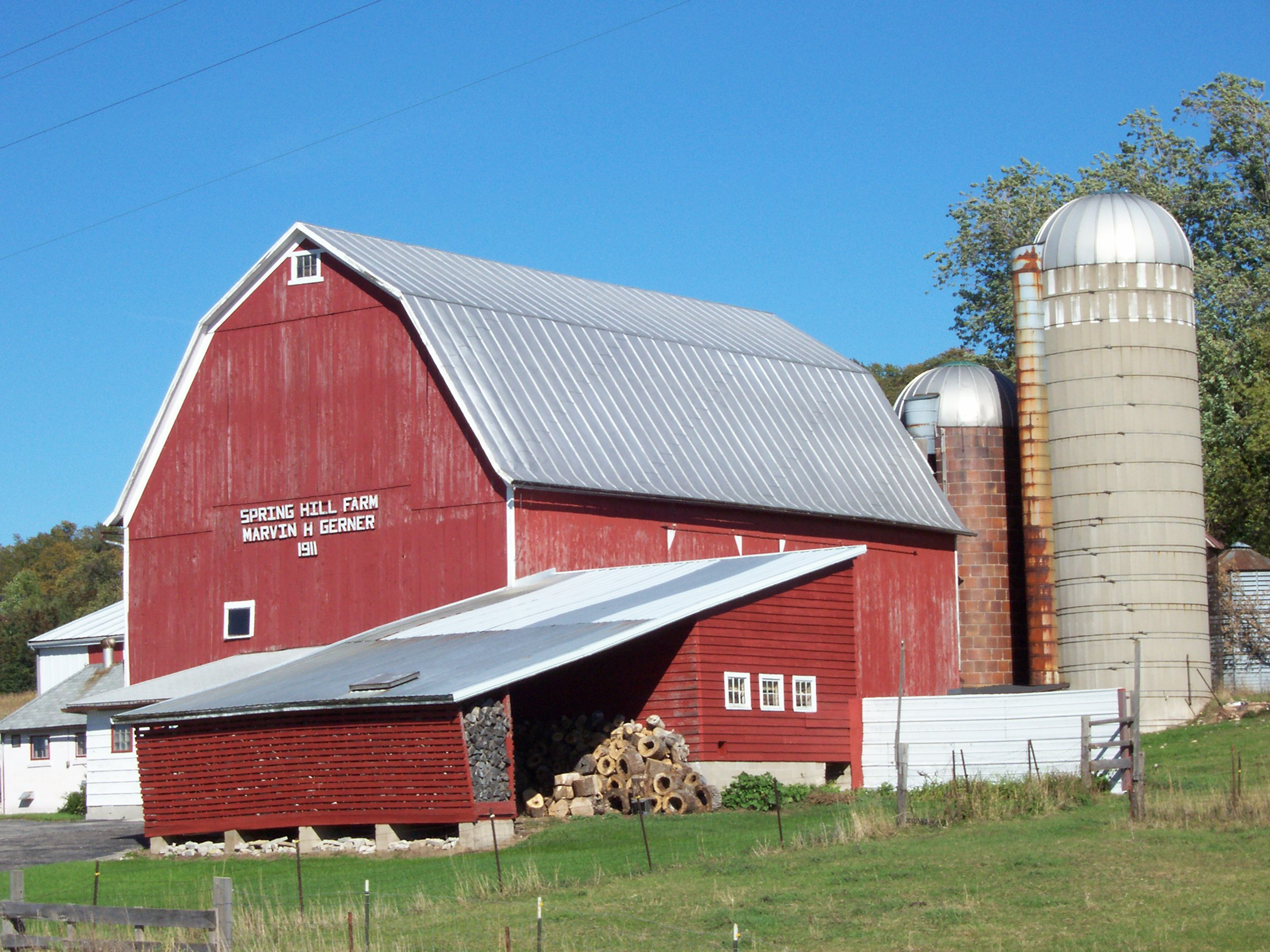
威斯康辛的家庭农场

家庭农场指由家庭拥有并运作的农场，通常世代相传。家庭农场是人类历史大部分阶段及当代发展中国家农业经济的最基本组成单位。除家庭农场外，还有工業畜牧生產和集体耕作。

## 美国司法定义
按USDA法规，家庭农场定义为：
1. 生产销售农产品，其数量需足以使得农场得到社区认可，以区别一般乡村住宅；
2. 能够获得足够的收入（包括通过非农职业所得），以支付家庭和农场运作费用，偿还债务，维持不动产；
3. 由经营者管理；
4. 经营者及其家庭可提供数量可观的劳工；
5. 忙季可使用兼职劳工，并拥有合理数量的全职劳工。

（具体请参照 7 U.S.C. 1941.4,1943.4）

## 对家庭农场的看法

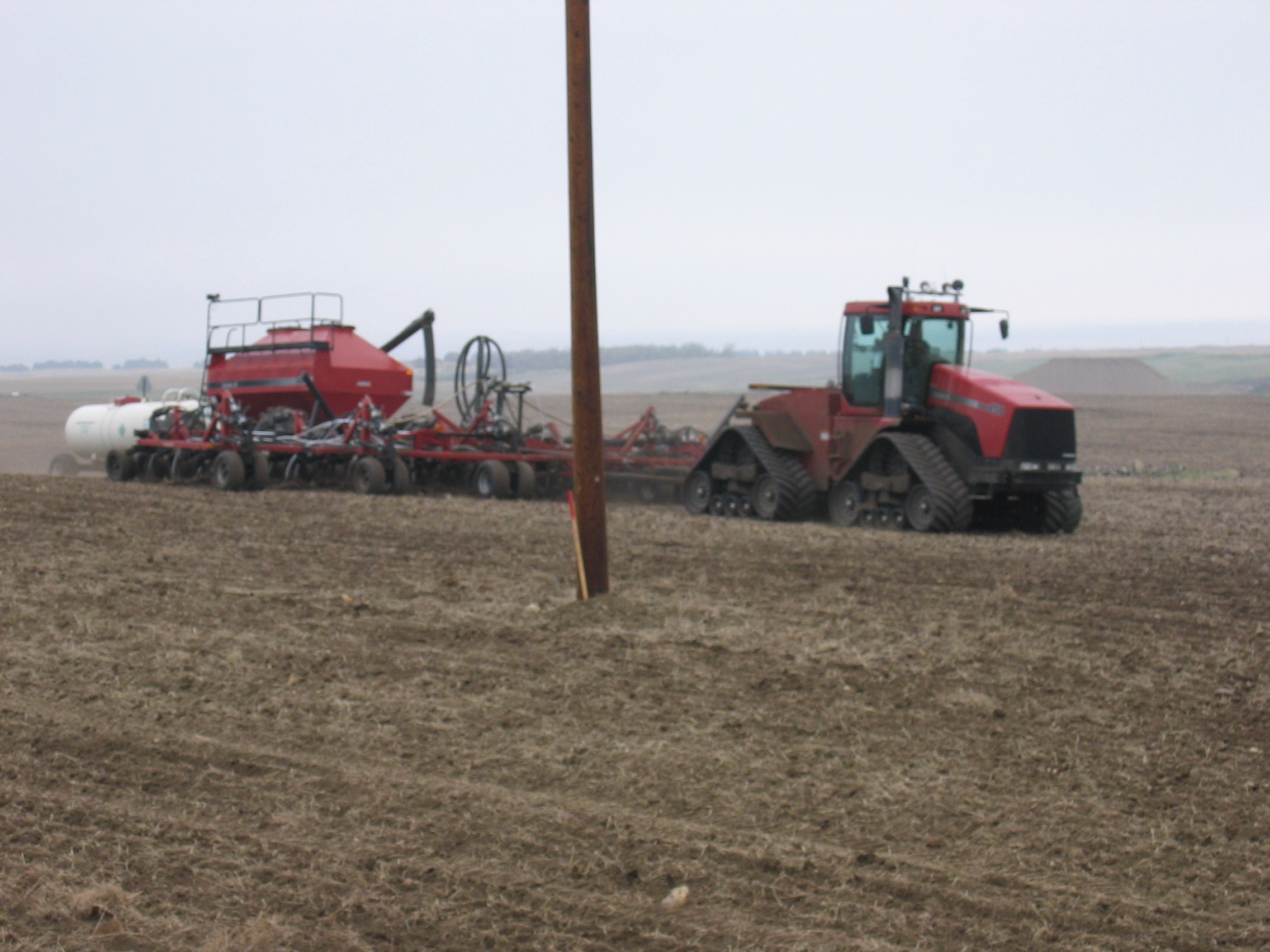
一台家庭私有的小麦播种机, 西北达科他州

在发达国家，家庭农场被感性地看作是保留传统的一种生活方式，或是一种天赋人权。这些国家的人们经常举行政治集会反对传统农业改革。法国、日本和美国尤甚，在那里，人们认为传统的乡村生活合情合理。在这些国家里，其他政治理念截然相反的人往往持相似的农业政策。如美国总统的竞选者帕特·布坎南和拉尔夫·纳德，都曾发起集会支持保留家庭农场。然而在其他经济事务上，两人却持完全不同的政见。
时至今日，家庭农场的社会角色已发生许多变化。直至最近，守旧而保守的往往是家庭中最年长的老人和他的长子。妻子往往操持家务、照顾孩子、管理农场财务。尽管农业活动随着时代的变迁已经历多种形式，但各项内容仍由農藝、园艺、養殖、造林、养蜂和传统种植畜牧组成。农场主妇经常需要外出打工来补贴农场开销。年轻一代有时也从事自己喜欢的工作，无意务农。 
更激进的人认为，随着现代管理和新科技在各环节的应用，农业生产效率越来越高，理想的传统家庭农场已被时代淘汰。更常见的观点是：若不能以更大更现代的形式形成规模经济，传统农场将毫无竞争力。而支持者则认为家庭农场是乡村社会的基础，关系到社会稳定，应在所有国家得到保护。

## 可行性

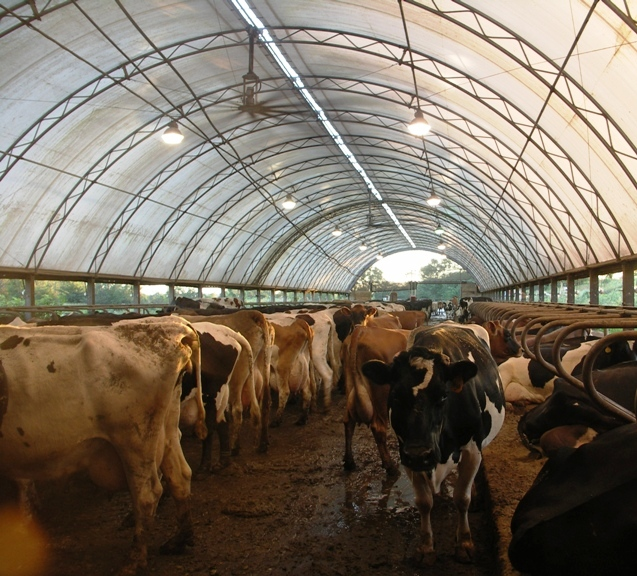
Synergy农场，位于纽约州中部

根据美国农业部的数据，家庭农场占到美国农场的98%。然而剩下的2%却占美国14%的农业产量，尽管这2%里有一半每年销售额不到5万美金。从大体上看，美国91%的农场属于"小型家庭农场"，每年销售额不足25万美金，占美国农业产量的27%。
基于独立私有运作的类型和规模，家庭农场有着以下制约因素： 
- 规模经济：相比家庭农场，大型农场有着更多的价格竞争力，能够获得更高的利润。天公不作美时，也可通过货币惯性减少损失。
- 成本投入：肥料和农药价格的季节性波动较大，部分受油价影响。往往几年内会有25%到200%的波动。
- 油价：耕种机械、长途运输和农药生产都需要用油。油价的变化对机械化农场的生存有着举足轻重的影响。
- 农作物的市场前景：农作物的种植取决于该作物的价格预测。
- 科技使用者協議：一個比較不為人知的因素，具有專利的基因改造種子已經被廣泛使用於各種作物，例如棉花與大豆，會限制其用途，甚至是作物的買家。
- 批發基礎設施：
- 資金籌措能力：大型農場依賴銀行的融資，購買機械以及其他需要的農產品。
- 政府經濟干預：部份國家如美國及欧盟，政府補貼農民。
- 房地產價格：.

## 在地飲食與有機飲食運動對家庭農業的影響
近几十年来，人们对有机食物和放牧食品又产生了兴趣。部分消费者开始质疑产业化农业的可行性，并且转身进入绿色商店购买那些来自家庭农场生产的产品，比如肉类、麦胚面包以及天然碱皂。（以此拒绝由石油制造的清洁产品以及漂白后的白面包）。有的人则直接从家庭农场购买这些产品。这种"新家庭农场"模式在某些地区提供了一个多选择的市场，在那里人们能够购买许多传统和绿色天然的商品。
这样的「有机食品」和「放牧食品」的设想并不难达成。在某些地方，相当一部分来自城市和乡村的消费者十分乐意为此买单，他们希望以此为「本土食品」和「人道地对待动物」的理想做贡献。有时,这些农场只是业余爱好和投资，有的则是由其他渠道赞助的。然而有能力为现代上层中产阶级家庭提供支持的可循环再生农场，其规模往往是很巨大的，不论是面积上还是资本上。他们采用先进而经济的生产方式来生产谷物和肉类，其目标在于国内市场和世界市场，而不仅仅是地区市场。这种经济形势是复杂的，因此为了更好地对其进行评估,对这些农场不同来源的收入进行慎重考虑就很重要了。例如,美国政府在每年颁发农场津贴前，都会严格进行评估。由于土地价格的上涨, 运往全国和全球的商品价格也同样上涨了。

## 国际家庭农业年

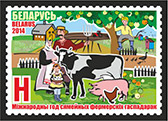
家庭农业的国际年。白俄罗斯共和国邮票

联合国大会第六十六届会议正式宣布2014年为“国际家庭农业年”，并请粮农组织与各国政府、国际发展机构、农民组织和联合国系统的其他有关组织以及相关的非政府组织合作，推动国际家庭农业年的实施。 
2014国际家庭农业年旨在提高家庭农业和小农户农业的地位，促使全世界重视家庭和小农户农业在减轻饥饿和贫困，提高粮食和营养安全，改善生计，管理自然资源，保护环境，特别是在农村地区推动可持续发展方面的重要作用。

## 外部連結
- CBC Digital Archives - What's Happening to the Family Farm?（页面存档备份，存于）
- Found Family Farm Family farm with educational farm tours
- Dairy Farming Today（页面存档备份，存于） Family Farm Profiles and an educational virtual farm tour
- Agriculture Resource for the secondary school teacher（页面存档备份，存于）
- 家庭农业知识平台汇集了世界各地有关家庭农业的数字化质量信息，包括国家法规、公共政策、最佳方法、相关数据和统计资料、研究、论文和出版物（页面存档备份，存于）